# Campionat del Món de Clubs de futbol 2001
Campionat del Món de Clubs de la FIFA de l'any 2001.

## Qualificació
Els clubs participaren en aquest torneig per invitació. Aquests foren:
| Al-Hilal Al-Riyad      | Aràbia Saudita | Campió de la Copa de Campions Asiàtica de futbol 2000 |
| Jubilo Iwata           | Japó           | Campió de la Supercopa d'Àsia de futbol 1999          |
| Reial Madrid           | Espanya        | Campió de la Lliga de Campions de la UEFA 1999/00     |
| Galatasaray SK         | Turquia        | Campió de la Copa de la UEFA 1999/00                  |
| Deportivo de La Coruña | Espanya        | Campió de la Lliga espanyola 2000                     |
| Los Angeles Galaxy     | Estats Units   | Campió de la Copa de Campions de la CONCACAF 2000     |
| CD Olimpia             | Hondures       | Finalista de la Copa de Campions de la CONCACAF 2000  |
| Hearts of Oak SC       | Ghana          | Campió de la Copa de Campions Africana de futbol 2000 |
| Al-Zamalek             | Egipte         | Campió de la Copa de la CAF de futbol 2000            |
| Boca Juniors           | Argentina      | Campió de la Copa Intercontinental de futbol 2000     |
| SE Palmeiras           | Brasil         | Campió de la Copa Libertadores de América 1999        |
| Wollongong Wolves      | Austràlia      | Campió de la Copa Oceànica de Clubs 2000              |

L'elecció dels clubs fou novament controvertida, sense criteris clars. L'elecció del campió de la lliga espanyola, per exemple, no responia a cap criteri esportiu, sinó a criteris mercantilistes, ja que alguns partits foren programats a jugar-se a Galícia.

## Format
Les seus escollides per disputar el campionat foren:
- Estadi Municipal de Riazor, La Corunya
- Estadi de San Lázaro, Santiago de Compostel·la
- Estadi Vicente Calderón, Madrid
- Estadi Santiago Bernabéu, Madrid

Els 12 equips s'arribaren a dividir en tres grups i se sortejà el calendari.
| Grup A         | Grup B      | Grup C        |
| -------------- | ----------- | ------------- |
| Boca Juniors   | Al Hilal    | Hearts of Oak |
| Dep. La Coruña | Galatasaray | Jubilo Iwata  |
| Wollongong     | Olimpia     | LA Galaxy     |
| Zamalek        | Palmeiras   | Reial Madrid  |

Malgrat que tot estava preparat, la fallida de la International Sports and Leisure provocà la suspensió definitiva del torneig. La següent edició es postposà fins a l'any 2005.